# الناحية المركزية (مقاطعة بندر عباس)
الناحية المركزية لمقاطعة بندر عباس (بالفارسية: بخش مرکزی شهرستان بندرعباس) هي ناحية في مقاطعة بندر عباس التابعة لمقاطعة هرمزجان في إيران. في تعداد عام 2006، كان عدد سكانها 429,093 نسمة في 103,540 عائلة. فيها مدينة واحدة هي: بندر عباس. وثلاثة أقسام ريفية هي: قسم غتشين الريفي وقسم أيسين الريفي وقسم تازيان الريفي.